# Camarão-verdadeiro
O camarão-verdadeiro (Penaeus schimitti) é um camarão marinho da família dos peneídeos, encontrado no Atlântico ocidental, ocorrendo desde as Antilhas ao Sul do Brasil. Também é conhecido pelos nomes de camarão-branco, camarão-legítimo, camarão-lixo, piticaia e pitigaia.